# ویلشه
ویلشه (به لاتین: Viləşə) یک منطقه مسکونی در جمهوری آذربایجان است که در شهرستان آستارا واقع شده‌است.

## ریشه واژه
ویلشه از دو واژه تالشی ویل به‌معنای گل و ویشه یا بیشه به‌معنای جنگل تشکیل شده‌است و معنای آن به‌صورت گل جنگلی یا جنگل گل‌دار است.